# أرغن (آلة موسيقية)
الأُرْغُن (بالإنجليزية: organ)‏ هي آلة مفاتيح من مجموعة أو أكثر من الأنابيب أو وسائل أخرى لإنتاج النغمات، تعزف كل منها بلوحة مفاتيحها الخاصة بواسطة اليدين أو بلوح دواسات بواسطة القدمين.

## تاريخ

### أصل الآلة
الأُرغُن هو آلة موسيقية قديمة نسبيا تعود لوقت ستيسيبيوس من الإسكندرية (285-222 ق.م) الذي اخترع أُرغُن الماء. كانت تعزف في اليونان القديمة وروما القديمة، وبالخصوص في خلال السباقات والألعاب. انتشرت من الإمبراطورية البيزنطية في العصور الوسطى في أوروبا الغربية، حيث استمر استعمالها في الموسيقى غير الدينية وموسيقى البلاط الامبراطوري، وشغلت مكانا كبيرا في الشعائر الدينية في الكنيسة الكاثوليكية. نتيجة لذلك ظهرت ثانية كآلة غير دينية للحفلات في تقليد الموسيقى الكلاسيكية.

### نظرة عامة
تسخدم الأرغنات ذات الأنابيب الهواء المار عبر أنابيب لتنتح أصواتا. استعملت مواد متنوعة في صناعة أنابيب الأروغنات ذات الأنابيب منذ القرن 16، والتي قد تختلف من ناحية الجرس والجهارة. تظهر عدة أُرغُنات مختلطة تضاف على أنابيبها إضافات كهربائية. قد ترتفع تكلفة الوقت والمال خاصة عندما تبدل أدنى (وأكبر) الأنابيب.
من بين الأُرغُنات التي لا تتوفر على أنابيب:
- القدمية وتسمى أيضا أُرغُن المضخات أو أُرغُن الريشة التي تستعمل الهواء لجعل ريشات حرة تهتز، مثل طريقة عمل الأكورديون والهارمونيكا (أو "أُرغُن الفم")؛
- أُرغُنات إلكترونية (الرقمية والتماثلية) وأبرزها أرغن هاموند الذي يصدر أصواتا منتجة إلكترونيا عبر مكبر صوت واحد أو أكثر.

من بين الأُرغُنات الميكانيكية الأُرغُن اليدوي، أُرغُن الماء، والأروكستريون. يتم التحكم فيها ميكانيكيا بواسطة براميل مسننة أو تدوينات موسيقية ميكانيكية مثلا. يشغل العازف الأُرغُنات اليدوية الصغيرة بيده، بينما يشغل الأُرغُنات الأكبر حجما مدور أرغن (بالإنجليزية: organ grinder)‏ أو تعمل حاليا بوسائل أخرى مثل المحرك الكهربائي.

## الملاحظات
1. ↑  ف. عبد الرحيم (2011)، معجم الدخيل في اللغة العربية ولهجاتها (بالعربية والإنجليزية والفرنسية والتركية والإيطالية والألمانية) (ط. 1)، دمشق: دار القلم، ص. 24، OCLC:767587216، QID:Q116450267
2. ↑  المعجم الموحد لمصطلحات الموسيقى: (إنجليزي - فرنسي - عربي)، سلسلة المعاجم الموحدة (4) (بالعربية والإنجليزية والفرنسية)، تونس: مكتب تنسيق التعريب، 1992، ص. 38، OCLC:1158796736، QID:Q108749268
3. ↑  تطور الأرغن من آلات أقدم منه مثل البان فلوت، وبالتالي فهو ليس أقدم آلة موسيقية. "نسخة مؤرشفة". مؤرشف من الأصل في 2019-06-19. اطلع عليه بتاريخ 2020-05-03.{{استشهاد ويب}}:  صيانة الاستشهاد: BOT: original URL status unknown (link)
4. 1 2  Douglas Bush and Richard Kassel eds., "The Organ, an Encyclopedia." Routledge. 2006. p. 327. نسخة محفوظة 2019-06-19 على موقع واي باك مشين.